# Mellitzwald
Mellitzwald ist eine Wüstung der Fraktion Moos in der Gemeinde St. Veit in Defereggen im Defereggental (Osttirol).

## Geographie
Mellitzwald lag am Talboden nördlich der Defereggentalstraße zwischen dem Moosbach im Westen und dem Köfelebach im Osten bzw. rund 100 Meter östlich der heutigen Moosbachgalerie.

## Geschichte
Im Franziszeischen Kataster sind im Bereich von Mitterwald drei größere und mehrere kleinere Gebäude verzeichnet. Im Bereich der Siedlung stand das Gasthaus Mellitzwald, eine Labstation, die durch die zunehmende Motorisierung des Individualverkehrs obsolet wurde.
In der US-Army-Map-Service-Karte aus dem Jahr 1952 sind für „Melitz Wald“ noch mehrere Gebäude eingetragen. Für 1961 weist die Statistik Austria in ihrem Ortsverzeichnis für die Einzelsiedlung Mellitzwald zwei Gebäude und drei Einwohner aus. 1971 wurden in Mellitzwald nur mehr ein Haus und ein Einwohner gezählt. Nach 1971 wird Mellitzwald nicht mehr in den Ortsverzeichnissen genannt.